# Ramona Aricò
Ramona Aricò (née le 30 octobre 1985 à Messine) est une joueuse italienne de volley-ball. Elle mesure 1,85 m et joue au poste de réceptionneuse-attaquante. 

## Clubs
| Club                    | Pays     | De        | À         |
| ----------------------- | -------- | --------- | --------- |
| Modica                  | Italie   | 2003-2004 | 2003-2004 |
| Pallavolo Reggio Emilia | Italie   | 2004-2005 | 2004-2005 |
| Ags Volley San Donà     | Italie   | 2005-2006 | 2006-2007 |
| Asti Volley             | Italie   | 2007-2008 | 2007-2008 |
| Ancona                  | Italie   | 2008-2009 | 2008-2009 |
| Volley San Vito         | Italie   | 2009-2010 | 2010-2011 |
| Cuatto Giaveno Volley   | Italie   | 2011-2012 | 2011-2012 |
| Crovegli Volley         | Italie   | 2012-2013 | 2012-2013 |
| ASKÖ Linz-Steg          | Autriche | 2013-2014 | …         |

## Palmarès
- Championnat d'Autriche
  - Finaliste : 2014.